# Sergej Olsjanskij
Sergej Olsjanskij (ryska: Сергей Петрович Ольшанский), född den 28 maj 1948 i Moskva, Ryssland, är en sovjetisk fotbollsspelare som medverkade i det sovjetiska landslaget som tog OS-brons i fotbollsturneringen vid de olympiska sommarspelen 1972 i München.